# Characidium tenue
Characidium tenue är en fiskart som först beskrevs av Cope, 1894.  Characidium tenue ingår i släktet Characidium och familjen Crenuchidae. Inga underarter finns listade i Catalogue of Life.